# Ferrovia Mori-Arco-Riva
La ferrovia Mori-Arco-Riva (MAR), in seguito denominata anche Rovereto-Arco-Riva (RAR), (in tedesco Lokalbahn Mori–Arco–Riva)  era una linea ferroviaria a scartamento ridotto (760 mm) che collegava la ferrovia del Brennero con la riva nord del lago di Garda, in esercizio fra il 1891 e il 1936.

## Storia

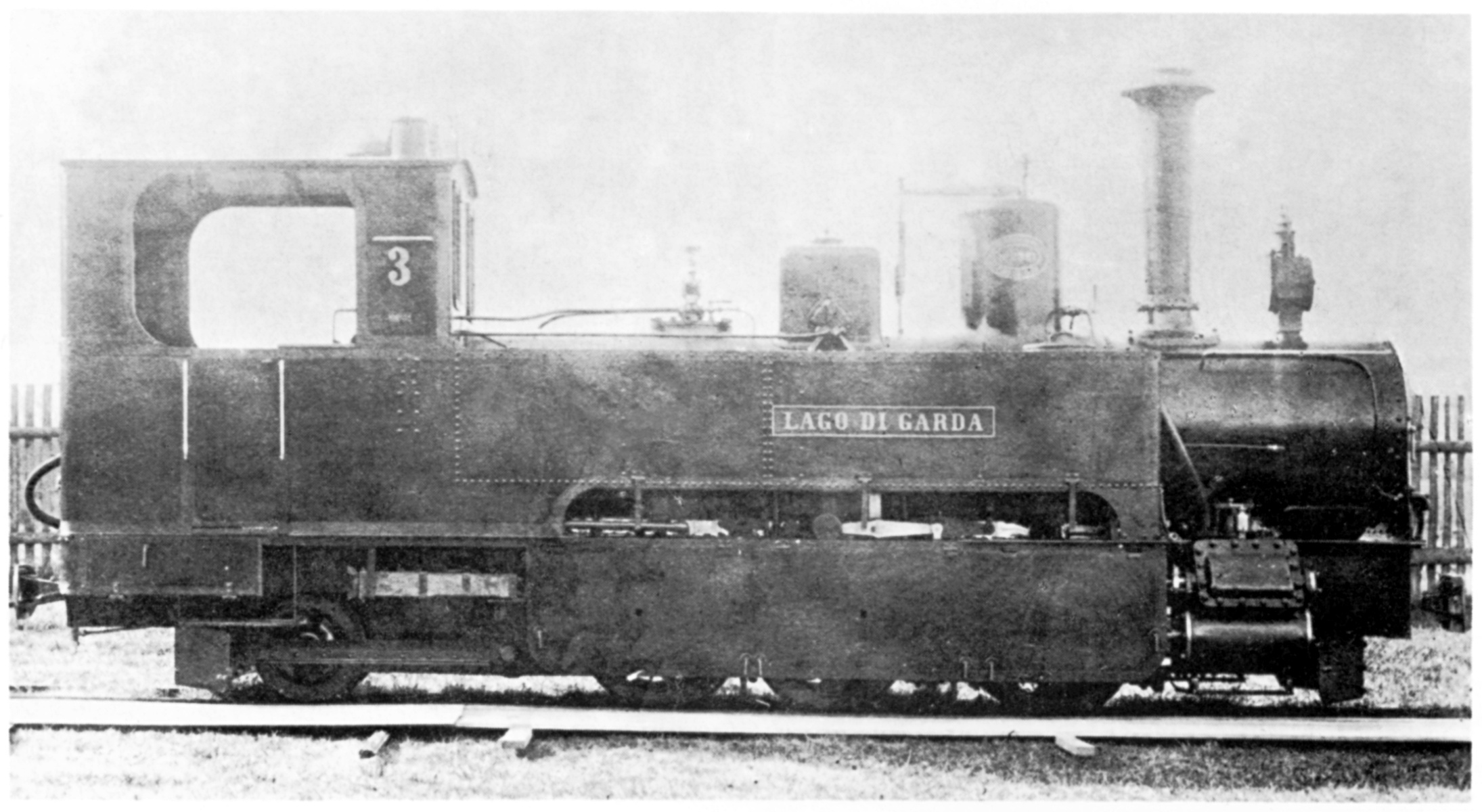
Una delle prime locomotive del 1891: la Lago di Garda

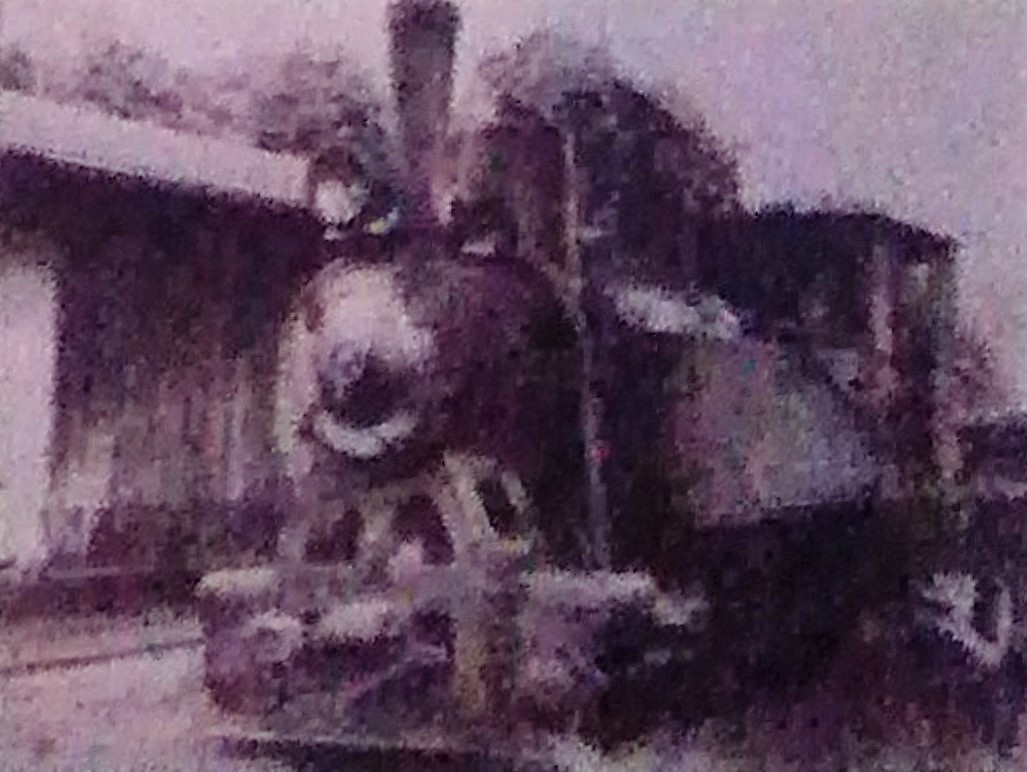
Una delle locomotive entrate in servizio dopo il 1928

Il comitato per lo studio della fattibilità di una ferrovia che collegasse la valle dell'Adige con il lago di Garda nacque nel 1870, sotto la presidenza del cavaliere Vincenzo de Lutti. Il comitato incaricò gli ingegneri Tavernini e De Negri di elaborare un primo progetto di massima, le cui rilevazioni topografiche si svolsero tra il 1872 e il 1873. Dopo alterne vicende e diversi studi e progetti ricusati, il 23 novembre 1889 l'autorità viennese diede la concessione definitiva alla costruzione della ferrovia, accordandola al noto ingegnere ferroviario Rudolf Stummer Ritter von Traunfels. Era prevista anche l'eventuale linea di congiunzione per Rovereto, nonché una prosecuzione da Arco fino alle Sarche passando per Dro: quest'ultima non fu mai realizzata. Nel marzo 1890 iniziarono i lavori. L'8 giugno 1890 Rudolf von Stummer cedette i diritti alla società per azioni "Lokalbahn Mori-Arco-Riva" costituitasi con sede a Bolzano e facente capo al banchiere Sigismund Schwarz (finanziatore anche della ferrovia transatesina e della funicolare del Virgolo). L'inaugurazione della ferrovia si tenne il 28 gennaio 1891, dopo meno di un anno dall'avvio dei lavori.
Il servizio ferroviario venne inizialmente realizzato con 3 locomotive-tender realizzate dalla ditta Krauss & Co. di Linz, aventi come nome le località servite, cioè "Arco", "Riva" e "Lago di Garda", e velocità massima di 25 km/h.
Nel 1910 si progettò una variazione di scartamento, rendendolo normale: il progetto non fu però realizzato. Durante il primo conflitto bellico la ferrovia venne abbandonata e subì vari danneggiamenti: venne infatti tagliata in due dalle truppe italiane quando occuparono la zona di Loppio; inoltre, i ponti ferroviari sul rio Cameràs (Seghe di Mori) e sul fiume Adige vennero bombardati o fatti saltare. Subirono gravi danni anche le stazioni di Riva e Mori Ferrovia. Al termine delle ostilità, con l'annessione del Trentino-Alto Adige all'Italia nel 1918, l'esercizio della MAR passò in gestione alle Ferrovie dello Stato italiane, per conto del Ministero della guerra. Si progettò l'estensione del tracciato fino a Rovereto. L'amministrazione Ferrovie dello Stato, con convenzione del 6 settembre 1922, diede il permesso per la realizzazione del troncone mancante.
In seguito (R.D. L. 27 gennaio 1924 n. 174) la gestione fu unificata, dal 1º luglio 1924, con quella delle Ferrovie nazionali. La società concessionaria venne ricostituita con il nome di "Società ferrovia Rovereto-Riva". In questa occasione il Comune di Rovereto acquistò la maggioranza delle azioni. L'inaugurazione ufficiale del tratto Mori-Rovereto si tenne il 25 maggio del 1925. La sigla MAR, mutò allora in RAR: ferrovia Rovereto-Arco-Riva. Per migliorare i deludenti risultati di esercizio, nel 1929 si progettò una elettrificazione della linea, che però non venne mai realizzata. Negli anni successivi la rapida crescita del trasporto automobilistico mise in crisi economica la ferrovia, che dal 1933 fu affiancata da un servizio di autobus e fu definitivamente soppressa il 21 ottobre 1936.
La società ferroviaria RAR continuò ad operare gestendo il servizio di autobus fino al 1975, sotto la guida di Luigi Canobbio. In quell'anno la società Atesina acquistò l'azienda per incorporarla definitivamente il 31 dicembre 1985.

## Caratteristiche

La ferrovia presso il lago di Loppio, in una foto d'epoca

Il tracciato originale congiungeva Mori con Riva del Garda, per una lunghezza complessiva di 24,2 km che venivano percorsi in un tempo compreso tra 75 e 90 minuti, ad una velocità media inferiore ai 20 km/ora. La pendenza massima era del 28 per mille e il raggio minimo di curva era pari a 50 m. Lo scartamento era il cosiddetto "scartamento bosniaco" di 760 mm. Nel 1925 fu costruita l'estensione fino a Rovereto per altri 4,4 km.

### Percorso
| Continuation backward |

| Unknown route-map component "exKBHFa" | Unknown route-map component "BHF2" | Unknown route-map component "STRc3" |

| Unknown route-map component "exhKRZWae" | Unknown route-map component "STRc1" | Unknown route-map component "STR+4" |

| Unknown route-map component "exSTR" | Unknown route-map component "exKBHFa" | Stop on track |

| Unknown route-map component "exSTR" | Unknown route-map component "exhKRZWae" | Straight track |

| Unknown route-map component "exKRWl" | Unknown route-map component "exKRWg+r" | Unknown route-map component "CONTl+g" |

| Unknown route-map component "exHST" |

| Unknown route-map component "exHST" |

| Unknown route-map component "exSTRo" |

| Unknown route-map component "exHST" |

| Unknown route-map component "exHST" |

| Unknown route-map component "exHST" |

| Unknown route-map component "exhKRZWae" |

| Unknown route-map component "exHST" |

| Unknown route-map component "exKBHFe" |

### Fonti
- Atti del Convegno per il centenario della ferrovia Mori - Arco - Riva del Garda (1881-1991), Mori (TN), 1991
- G. Nones, Storia di una ferrovia: Mori - Arco - Riva, Trento, 1981
- Ttram, Archivio museo di Trentino Trasporti

### Testi di approfondimento
- Paolo Zammatteo, Dal fiume al lago. Alle origini della Ferrovia Mori-Arco-Riva 1855-1925, Lavis, Alcione, 2018.
- Enrico Bassi, Südtiroler · Welschtiroler · Bergbahnen · Binari, funi e ruote dentate, Capriasca, Bahndra, 2019.